# دير عمار
دير عمَار  قرية فلسطينية تقع شمال غرب مدينة رام الله في الضفة الغربية، وتبعد عنها حوالي 17 كيلومتراً. على ارتفاع 531 م عن مستوى سطح البحر. تبلغ مساحة أراضي القرية 7189 دونم.

## سبب التسمية
سميت القرية على اسم رجل كان يُدعى عمار ولكن المصادر التاريخية لم تذكر تفاصيل عن هويته او من هو هذا الرجل الذي تحمل القرية إسمه.

## السكان
قدر عدد سكان قرية دير عمار عام 1922 ب265 نسمة. ثم ارتفع العدد في عام 1931 ليصل الى 319 نسمة، وفي عام 1945 بلغ 350 نسمة. في عام 1961 وصل عدد السكان إلى 2243 نسمة مع مخيم دير عمار، وفي عام 1997 انخفض عدد السكان إلى 1708 نسمة. بحلول عام 2007 بلغ عدد السكان 2495 نسمة، وفي عام 2017 ارتفع إلى 3324 نسمة، وفي 2018 وصل العدد إلى 3397 نسمة، ثم ارتفع إلى 3471 نسمة في 2019، وبلغ 3546 نسمة في 2020. في عام 2021 وصل العدد إلى 3622 نسمة ثم بلغ 3697 نسمة في 2022، وفي 2023 وصل عدد سكان القرية إلى 3773 نسمة.

## الموقع الجغرافي
تقع دير عمار على التلال الممتدة فوق وادي ناطوف، مما يمنحها موقعاً جغرافياً مميزاً بين المناطق الجبلية. تعتمد الزراعة في القرية على الينابيع الطبيعية المنتشرة في المنطقة والتي توفر مصدراً رئيسياً للري.

## التاريخ والتطور العمراني
تضم القرية مواقع اثرية تعود إلى فترات تاريخية قديمة، لكن في العقود الأخيرة شهدت تحولاً عمرانياً واسعاً، حيث نشأت احياء سكنية حديثة، وتم التخلي عن البلدة القديمة التي يجري العمل على ترميمها مؤخراً.

## المعالم الدينية والاثرية
يوجد في القرية مسجد قديم ويعود إلى العصر الروماني، كان بالأصل كنيسة مسيحية وبعدها تحول إلى مسجد. اما المسجد الجديد تم بناؤه في المنطقة الحديثة من القرية، ويستخدم حالياً لصلاة والأنشطة الدينية. ومقام الشيخ طامح، مقام ديني يعود للعصر العثماني يقع في البلدة القديمة وبعتر مكان مكاناً مقدساً للزيارة من قبل أهل القرية والزوار. ويوجد ايضاً مقام النبي غيث وهو مقام ديني تاريخي يعود إلى العصر الروماني، ويعتبر من الاماكن المقدسة في القرية، تم ترميمه مؤخراً ويعد وجهة للزوار المحليين.

## الجمعيات والمؤسسات المحلية
يوجد في دير عمار جمعية ويطلق عليها اسم سيدات دير عمار الخيرية، تأسست الجمعية حديثاً بدعم من جمعية المرأة الفلسطينية العاملة للتنمية، تهدف إلى تمكين النساء من خلال تقديم دورات تدريبية، وتنتج مصنوعات القش ومنتجات أخرى لبيعها.

## التاريخ
تم العثور في دير عمار على قطع فخارية ‏ من العصر البرونزي الأوسط والعصر الحديدي الأول والعصر الحديدي الثاني والعصر الهلنستي والعصر الروماني والعصر المملوكي. كما تم العثور هنا أيضًا على معصرتين للزيتون من العصر الحديدي. إلى الجنوب الغربي من القرية يوجد موقع أثري يسمى خربة الشونة، وهو عبارة عن أطلال كبيرة من العصر الحديدي والعصر الهلنستي والعصر الروماني المبكر والتي يمكن التعرف عليها مع مدينة رامتايم القديمة، والتي كانت عاصمة لمدينة توباركية تحت حكم مملكة الحشمونائيم .

### العصر العثماني
تم ضم دير عمار إلى الدولة العثمانية سنة 1517 مع باقي المدن الفلسطينية ، وفي سنة 1596 ظهرت في سجلات الضرائب على أنها تقع ناحية القدس.. كان عدد سكانها 33 أسرة. كانوا سكان القرية يدفعون ضريبة ثابتة بنسبة 33.3% على المنتجات الزراعية، بما في ذلك القمح والشعير وأشجار الزيتون وكروم العنب وأشجار الفاكهة والماعز وخلايا النحل، بالإضافة إلى الإيرادات العرضية؛ بإجمالي 10400 آقجة. ذهبت جميع الإيرادات إلى الوقف. وقد تم العثور هنا أيضًا على قطع فخارية من العصر العثماني المبكر. 
في عام 1838، تم تسجيل دير عمار كقرية إسلامية في قضاء بني حارث، شمال القدس.
في مايو 1870، وجد فيكتور جورين أن القرية لها نفس الأهمية مثل جمالا ، وأن هناك مجرى مائي بين القريتين تذهب إليه النساء للحصول على المياه عندما تجف صهاريجهن. أظهرت قائمة رسمية للقرى العثمانية تعود إلى نفس العام تقريبًا، 1870، أن قرية دير عمار بها 35 منزلًا ويبلغ عدد سكانها 226 نسمة، على الرغم من أن تعداد السكان شمل الرجال فقط. 
في عام 1882، وصف مسح مؤسسة أبحاث فلسطين لغرب فلسطين دير عمار بأنها: "قرية متوسطة الحجم على تل، وبها بئر على بعد حوالي نصف ميل إلى الغرب".
في عام 1896 قُدِّر عدد سكان دير عمار بحوالي 357 شخصًا.

### الإنتداب البريطاني
في تعداد فلسطين عام 1922 الذي أجرته سلطات الانتداب البريطاني ، بلغ عدد سكان دير عمار 265 مسلمًا ،  وارتفع في تعداد عام 1931 إلى 316 مسلمًا في 81 منزلًا. 
في إحصاءات عام 1945 بلغ عدد السكان 350 مسلماً،  بينما بلغت المساحة الإجمالية للأرض 7189 دونماً ، وذلك وفقاً لمسح رسمي للأراضي والسكان.  ومن هذه المساحة، تم تخصيص 2242 دونمًا للمزارع والأراضي القابلة للري، و1615 دونمًا للحبوب،  بينما تم تصنيف 15 دونمًا كمناطق مبنية.

### العصر الإردني
في أعقاب الحرب العربية الإسرائيلية عام 1948، وبعد اتفاقيات الهدنة عام 1949، أصبحت دير عمار تحت الحكم الأردني. في عام 1961، بلغ عدد السكان 2243 نسمة.

### ما بعد 1967
منذ حرب الأيام الستة عام 1967 وقعت قرية دير عمار تحت الإحتلال الإسرائيلي، وبعد اتفاقيات عام 1995 ، تم تصنيف 41.2٪ من أراضي الاتحاد كمنطقة ب ، بينما تم تصنيف 58.8٪ المتبقية كمنطقة ج . وقد صادرت إسرائيل 858 دونمًا من أراضي الاتحاد لبناء 4 مستوطنات إسرائيلية : نحلئيل ، نعاليه ، تالمون وحلاميش .

## ادارة القرية
في عام 2005 أصدرت وزارة الحكم المحلي التابعة لسلطة الوطنية الفلسطينية قراراً بتأسيس مجلس بلدي للإشراف على إدارة ثلاث قرى وهم بيتللو، دير عمار، وجمالا. يُعرف المجلس بإسم مجلس بلدة الاتحاد وهو مسؤول عن إدارة شؤون القرى الثلاث ويتبع إدارياً لمركز محافظة رام الله والبيرة.